# Vrms
vrms (англ. Virtual Richard M. Stallman, Виртуальный Ричард М. Столлман) — консольная программа, которая находит установленные несвободные пакеты в основанных на Debian дистрибутивах. Программа также сообщает процент несвободных пакетов в системе.
Программа не ограничивается Debian (например, она работает в Ubuntu) и может работать не только на Linux, так как написана на Perl.
Vrms названа в честь Ричарда Столлмана, так как он, являясь идеологом свободного ПО, часто просит отказаться от несвободных программ или объявить бойкот производителю по идеологическим причинам.
На самом деле, vrms в Debian руководствуется Debian Free Software Guidelines; точнее, лишь распределением пакетов по дистрибутивам, а не мнением RMS или FSF. 
В будущих версиях планируется добавить высказывания Ричарда Столлмана, почему те или иные пакеты не соответствуют духу свободного ПО.

## Примеры
Вывод программы на системе с установленными Citrix Receiver, unrar и VMware Player:
```
               Non-free packages installed on localhost

icaclient                 Citrix Receiver for Linux
unrar                     Unarchiver for .rar files (non-free version)
  Reason: Modifications problematic
vmware-player             Free virtual machine player from VMware
vmware-player-kernel-modu vmware-player modules for Linux (kernel 2.6.17)

  4 non-free packages, 0.6% of 1218 installed packages.
```

Вывод программы на системе без установленных несвободных пакетов:
```
user@computer_name:~$ vrms
No non-free or contrib packages installed on computer_name!  rms would be proud.
```